# Eugene Istomin
Eugene George Istomin (New York City, New York, 26 novembre 1925 – Washington, 10 ottobre 2003) è stato un pianista statunitense, noto per essere membro del trio con pianoforte, composto dal violinista Isaac Stern e dal violoncellista Leonard Rose.

## Biografia
Nato da genitori russi emigrati negli Stati Uniti, fu un bimbo prodigio. Debuttò nel 1931, all'età di sei anni, e nel 1937 venne ammesso al Curtis Institute of Music di Filadelfia, avendo in precedenza ricevuto l'insegnamento di Aleksandr Il'ič Ziloti. In seguito proseguì sotto la guida di Mieczysław Horszowski e Rudolf Serkin. Nel 1942 vinse il Premio Leventritt.
Nel 1975 si è sposato con Marta Casals Istomin.

## Curiosità
- Istomin è tra i pochissimi interpreti ad aver eseguito glissando la scala di ottave discendenti nel Trio op.1 n.2 di Beethoven, di solito suddivisa tra le due mani.[1]